# Interpretation
Interpretation (engelska: "tolkning") är ett begrepp inom olika konstyttringar. Det innebär att en interpret tolkar upphovsmannens/konstnärens intentioner innan de når åhöraren eller betraktaren. Begreppet används inom musik och teater. Även inom dans, och i synnerhet modernare dansstilar, används detta begrepp flitigt.  
Ordet används också inom exegetik och litteraturvetenskap om tolkning av texter.